# Lutjanus semicinctus
Lutjanus semicinctus és una espècie de peix de la família dels lutjànids i de l'ordre dels perciformes.

## Morfologia
- Els mascles poden assolir 35 cm de longitud total.[3][4]

## Hàbitat
És un peix marí de clima tropical i associat als esculls de corall que viu entre 10-36 m de fondària.

## Distribució geogràfica
Es troba al sud d'Oceania des de Tahití fins a Nova Guinea i, també, les Filipines.